# Bellpui
Bellpui és un nucli de població del municipi de Valls d'Aguilar, a l'Alt Urgell. El poble es troba aigua amunt del riu d'Aguilar. Actualment només té 22 habitants i es troba a 800 metres d'altitud. S'hi pot trobar l'església de Santa Llogaia de Bellpui, parcialment esfondrada.